# Cây sồi Wallace (Port Glasgow)
Cây sồi Wallace (tiếng Anh: Wallace Oak) là một cái cây ở Port Glasgow, Scotland. Trong truyền thuyết, nó có liên quan tới nhà lãnh đạo độc lập của Scotland, William Wallace, người được cho là đã bị xích vào cây vào khoảng năm 1304/1305 sau khi bị quân Anh bắt giữ. Cây bắt đầu mục nát vào thế kỷ 18. Nó cũng có thêm dây xích để củng cố các nhánh của nó, có thể là nguồn gốc của truyền thuyết Wallace. Cây bị đổ trong một trận bão năm 1995 nhưng một số mảnh gỗ của nó đã được bảo tồn. Một đề xuất đã được đưa ra vào năm 2019 để dựng một tượng đài cho cây này.

## Sự liên quan với William Wallace
Cây đứng gần vị trí hiện tại của một nhà thờ Công giáo Roma trên Đại lộ Parkhill ở Port Glasgow. Cây được liên kết với một truyền thuyết gắn liền với nhà lãnh đạo độc lập của Scotland William Wallace. Nhà sử học người Scotland David R. Ross đã tuyên bố trong tác phẩm On the Trail of William Wallace năm 1998 rằng Wallace bị người Anh bắt tại Robroyston, gần Glasgow và đưa qua sông Clyde bằng phà ở Port Glasgow. Ông bị giam trong ngôi làng trong một thời gian trong khi quân đội được tập hợp để hộ tống ông đến London để xét xử. Người ta nói rằng Wallace đã bị xích vào cây sồi trong thời gian này.
Thông tin đáng tin cậy về cuộc đời của Wallace từ mùa thu năm 1304 đến khi ông bị hành quyết vào ngày 23 tháng 8 năm 1305 là rất hiếm và người ta cho rằng truyền thuyết đã xuất hiện để lấp đầy khoảng trống. Tuy nhiên, câu chuyện về cây sồi Wallace ở Port Glasgow có một lịch sử đặc biệt lâu đời. Những sợi dây xích được cho là vẫn còn trên cây sau khi Wallace bị đưa khỏi đây.
Trẻ em địa phương được cho là đã sơn dây xích màu đỏ mỗi năm để tượng trưng cho sự đổ máu của Wallace trong sự nghiệp giành độc lập của Scotland và dây xích được thay thế mỗi khi chúng bị gỉ. Một phiên bản khác của câu chuyện nói rằng Wallace đã trốn thoát khỏi người Anh, kẻ đã dồn ông vào chân tường tại Elderslie. Sau đó, ông có thể đã trốn đến Port Glasgow và tránh khỏi các cuộc tuần tra của người Anh bằng cách trốn trong các nhánh của cây sồi Wallace.

## Lịch sử hiện đại
Cây bắt đầu mục vào năm 1768; William Cunningham, Bá tước thứ 13 của Glencairn ra lệnh cắt bỏ phần bị ảnh hưởng bởi hiện tượng này. Cunningham cũng được cho là đã thêm dây xích vào cây để thêm sức sống cho các cành của nó, đây cũng có thể là nguồn gốc của câu chuyện thần thoại về việc Wallace bị xích. Các chuỗi xích sau đó được cây bao bọc một phần khi nó lớn lên. Một số chuỗi còn sót lại có niên đại vào cuối thế kỷ 19 hoặc đầu thế kỷ 20.
Vào năm 1962, cái cây là chủ đề của một bài báo trên tờ Greenock Telegraph mô tả những nỗ lực để cứu vãn nó. Mặc dù vậy, cây đã đổ trong một trận bão vào năm 1995. Một số phần còn lại được đưa đến Gourock Ropeworks gần đó để bảo quản an toàn và một số bị bỏ lại tại chỗ. Phân tích niên đại của một số miếng gỗ còn lại có niên đại từ năm 1786. Việc phân tích các phần cũ hơn của thân cây không thể được thực hiện nhưng chúng cũng có thể có niên đại sớm hơn vài trăm năm.
Vào tháng 10 năm 2019, giấy phép quy hoạch đã được áp dụng để xây dựng một tượng đài của cây sồi Wallace trong khuôn viên của nhà thờ. Được thiết kế bởi một công ty địa phương, nó sẽ được làm bằng đá granit.